# Jasmine Camacho-Quinn
Jasmine Camacho-Quinn (née le 21 août 1996 à Ladson aux États-Unis) est une athlète portoricaine, spécialiste du 100 mètres haies, championne olympique en 2021 à Tokyo et vice-championne du monde en 2023 à Budapest.

## Biographie
Jasmine Camacho-Quinn participe à l'épreuve du 100 mètres haies des Jeux olympiques de 2016, à Rio de Janeiro, où elle est disqualifiée en demi-finale.
En 2017, en finale des championnats NCAA à Eugene, elle porte son record personnel à 12 s 58 (+ 1,6 m/s), terminant deuxième de l'épreuve derrière la Nigériane Tobi Amusan.
Le 13 mai 2018, à Knoxville, elle court en 12 s 40 (+ 1,2 m/s), pour battre la meilleure performance mondiale de l'année et devenir la 15e meilleure performeuse de l'histoire sur la discipline.
Elle fait face à une dépression en 2019.

### Championne olympique à Tokyo (2021)
Le 17 avril 2021, à Gainesville, Jasmine Camacho-Quinn établit la marque de 12 s 32 sur 100 mètres haies (vent favorable de 1,7 m/s), nouveau record de Porto Rico, devenant la septième athlète la plus rapide de l'histoire sur cette épreuve. Elle confirme sa bonne forme en s'imposant début juillet lors du meeting de Székesfehérvár en 12 s 34.
Le 1er août 2021, lors des demi-finales des Jeux Olympiques de Tokyo, elle porte son record personnel à 12 s 26, effaçant du même coup l'ancien record des Jeux (12 s 35) établi par l'Australienne Sally Pearson à Londres en 2012. En finale, elle s'impose en 12 s 37 devant l'Américaine Kendra Harrison et la Jamaïcaine Megan Tapper, offrant ainsi le premier titre olympique de l'histoire de Porto Rico en athlétisme.

### Médailles mondiales (2022-2023)
Camacho-Quinn se classe troisième des championnats du monde 2022, à Eugene, devancée par la Nigériane Tobi Amusan et la Jamaïcaine Britany Anderson. Lors de l'édition suivante à Budapest en 2023, la Portoricaine est battue d'un centième en finale par la Jamaïcaine Danielle Williams et doit se contenter de la médaille d'argent avec le temps de 12 s 44.
En juin 2024, elle est nommée porte-drapeau de la délégation portoricaine aux Jeux olympiques de 2024 en compagnie du lutteur Sebastian Rivera (en).

## Palmarès
| Date | Compétition                              | Lieu             | Résultat | Épreuve     | Temps   |
| ---- | ---------------------------------------- | ---------------- | -------- | ----------- | ------- |
| 2016 | Championnats NACAC espoirs               | San Salvador     | 1re      | 100 m haies | 12 s 78 |
| 2021 | Jeux olympiques                          | Tokyo            | 1re      | 100 m haies | 12 s 26 |
| 2022 | Championnats du monde                    | Eugene           | 3e       | 100 m haies | 12 s 23 |
| 2023 | Jeux d'Amérique centrale et des Caraïbes | San Salvador     | 1re      | 100 m haies | 12 s 61 |
| 2023 | Championnats du monde                    | Budapest         | 2e       | 100 m haies | 12 s 44 |
| 2023 | Ligue de diamant                         | Ligue de diamant | 2e       | 100 m haies | 12 s 38 |
| 2024 | Jeux olympiques                          | Paris            | 3e       | 100 m haies | 12 s 36 |

## Records
| Épreuve     | Épreuve   | Performance      | Lieu     | Date            |
| ----------- | --------- | ---------------- | -------- | --------------- |
| 100 m       | Plein air | 11 s 22 (NR)     | Clermont | 24 juillet 2020 |
| 200 m       | Plein air | 22 s 27          | Carolina | 18 mars 2022    |
| 100 m haies | Plein air | 12 s 26 (NR, OR) | Tokyo    | 1er août 2021   |
| 60 m haies  | En salle  | 7 s 95 (NR)      | Clemson  | 9 février 2018  |

### Meilleures performances par année
| Année | Temps   | Date             | Lieu        | Rang mondial |
| ----- | ------- | ---------------- | ----------- | ------------ |
| 2013  | 13 s 84 | 11 mai 2013      | Hopkins     | 458          |
| 2014  | 13 s 37 | 21 juin 2014     | Seattle     | 173          |
| 2015  | -       | -                | -           | -            |
| 2016  | 12 s 69 | 14 mai 2016      | Tuscaloosa  | 15           |
| 2017  | 12 s 58 | 10 juin 2017     | Eugene      | 9            |
| 2018  | 12 s 40 | 13 mai 2018      | Knoxville   | 3            |
| 2019  | 12 s 82 | 17 mai 2019      | Marietta    | 37           |
| 2020  | -       | -                | -           | -            |
| 2021  | 12 s 26 | 1er août 2021    | Tokyo       | 1            |
| 2022  | 12 s 27 | 2 septembre 2022 | Bruxelles   | 2            |
| 2023  | 12 s 31 | 27 mai 2023      | Los Angeles | 3            |